# Brother Beyond
Brother Beyond var en brittisk popgrupp, bildad 1985. Gruppen är mest känd för sina låtar "I Should Have Lied", "He Ain't No Competition" och "The Harder I Try". Bandet splittrades 1991.

## Medlemmar
Senaste medlemmar
- Nathan Moore (f. Nathan Marcellus Moore, 10 januari 1965 i Stamford Hill, London – sång
- David Ben White (f. 6 juni 1965 i Highbury, London – gitarr, sång
- Carl Fysh (f. 25 januari 1961) – keyboard
- Steve Alexander – (f. 20 november 1962 i Ystradgynlais, Wales – trummor

Tidigare medlemmar
- Eg White (f. Francis Anthony White, 22 november 1966) – basgitarr

## Diskografi
Studioalbum
- Get Even (1988)
- Trust (1989)
- Get Even (expanded edition) (2011)

Livealbum
- The River Sessions (2005) (inspelad 1989)

Samlingsalbum
- The Very Best of Brother Beyond (2005)

Singlar (topp 100 på UK Singles Chart)
- "How Many Times" (1987) (#62)
- "Chain-Gang Smile" (1987) (#57)
- "Can You Keep a Secret?" (1988) (#56)
- "The Harder I Try" (1988) (#2)
- "He Ain't No Competition" (1988) (#6)
- "Be My Twin" (1989) (#14)
- "Can You Keep a Secret? (Re-mix)" (1989) (#22)
- "Drive On" (1989) (#39)
- "When Will I See You Again" (1989) (#43)
- "Trust" (1990) (#53)
- "The Girl I Used to Know" (1991) (#48)